# Roodpootdrieteenmeeuw
De roodpootdrieteenmeeuw (Rissa brevirostris) is een vogel uit de familie Laridae (meeuwen). Deze meeuw lijkt op de (gewone) drieteenmeeuw en komt voor op de Aleoeten en de Pribilofeilanden bij Alaska.

## Herkenning
De vogel is 36 tot 38 cm lang, gemiddeld een fractie kleiner dan de gewone drieteenmeeuw. De mantel is grijs, iets donkerder dan de mantel van de drieteenmeeuw. Verder is de snavel van de roodpootdrieteenmeeuw korter en zijn de poten rood. Overigens kunnen gewone drieteenmeeuwen sporadisch rood- tot oranje-achtige poten hebben.

## Verspreiding en leefgebied
Deze soort komt voor op afgelegen oceanische eilanden in de Beringstraat, zoals de Aleoeten en de Pribilofeilanden bij Alaska. Daar nestelen ze op richels van tot wel 300 meter hoge, steile kliffen. Ze nestelen in kolonies vaak samen met andere zeevogels, waaronder de gewone drieteenmeeuw. De vogels leven van vis, die ze van de oppervlakte oppikken of opduiken tot een halve meter diep.

## Status
De roodpootdrieteenmeeuw heeft een beperkt verspreidingsgebied en daardoor is de kans op uitsterven aanwezig. De grootte van de populatie werd in 2017 door BirdLife International geschat op 100 tot 500 duizend individuen. Tussen de jaren 1970 en 1990 werd een achteruitgang waargenomen van meer dan 40% in aantal. De oorzaken daarvoor zijn onduidelijk. Mogelijk is de visstand in ongunstige zin veranderd door overbevissing door de beroepszeevisserij ter plaatse, maar het kan ook zijn dat klimaatverandering daarbij een rol speelt. Om deze redenen staat deze soort als kwetsbaar op de Rode Lijst van de IUCN.